# Elizabeth Marinheiro
Elizabeth Figueiredo Agra Marinheiro, publicamente conhecida como Elizabeth Marinheiro (Campina Grande, 1937), é uma escritora, crítica literária e professora doutora brasileira. "Imortal", ocupa desde 2 de maio de 1980 a cadeira de número 20 da Academia Paraibana de Letras - APL, tendo sido a primeira mulher a ocupar um de seus assentos.

## Carreira
Professora titular de Teoria Literária da Universidade Federal da Paraíba, a escritora tem bacharelado e licenciatura em letras neolatinas pela Faculdade de Filosofia de Recife e pela de Campina Grande, respectivamente, e detém diversas pós-graduações em literatura, linguística e letras. Além de ser doutora em letras, é pós-doutora em Literaturas e Línguas do Centro Ibero-Americano de Cooperación, de Madri. É ainda membro do Conselho Nacional de Política Cultural.
É autora de vários ensaios sobre literatura e teoria literária, dois dos quais recebido prêmios da Academia Brasileira de Letras: Prêmio José Veríssimo, com a obra "A bagaceira": uma estética da sociologia", em 1979, e Prêmio Sílvio Romero, com "Vozes de uma voz", em 1983.
Foi professor visitante do Centro de Estudos Semióticos e Literários da Universidade do Porto, assim como professora convidada pelo King's College London University para ministrar seminário sobre a influência do Cordel na Literatura Brasileira e sobre as principais tendências da literatura do Nordeste hoje. Foi ainda professora convidada do London Institute of Education, no qual ministrou seminário sobre cultura contemporânea no Nordeste e, por fim, professor associado da Universidade de Rennes II Alta Bretanha, Département de Portugais.

## Obras e ensaios
- 1977 – A intertextualidade das formas simples
- 1979 – A Bagaceira: uma estética da sociologia
- 1982 – Prévio dicionário biobibliográfico do autor da Microrregião do Agreste da Borborema
- 1982 – Vozes de uma voz
- 1983 – O compromisso do escritor (coautoria)
- 1988'– Leituras: antes e agora (corpo paraibano)
- 1990 – O ser e o fazer na obra ficcional de Lins do Rego (coautoria)
- 1991 – O ser e o fazer na ficção de Gama e Melo (coautoria)
- 1994 – Atlas cultural da Paraíba, volume 1
- 1999 – O vaivém dos discursos ou de nobres a plebeus
- 2007 – Descompromisso crítico e minimalismo multicultural
- 2010 – Tessituras do eu x fortuna crítica II - volume 2